# José Moura
José Tavares de Moura Neto, mais conhecido como José Moura (Recife, 7 de novembro de 1941) é um político brasileiro que teve maior reconhecimento quando exerceu o mandato de deputado federal constituinte em 1988. É filho de Maria de Lurdes Coutinho de Moura e de Armindo Cardoso de Moura. É casado com Vera Lúcia Fernandes de Moura, com quem teve quatro filhos.
Seu tio era Moura Cavalcanti, político brasileiro que ocupou os cargos de Governador do Amapá em 1961, Governador de Pernambuco de 1975 a 1979 e Ministro da Agricultura entre 1973 e 1974.

## Carreira
José Moura se formou em Ciências Jurídicas e Sociais na Universidade Católica de Pernambuco.
Em 1979 ocupou seu primeiro cargo como presidente no Sport Club do Recife - ocupação que perdurou só até 1980, ano em que foi eleito chefe de gabinete da presidência do Banco de Desenvolvimento de Pernambuco. Em 1981, retornou a equipe de liderança do Sport Club do Recife, exercendo o cargo de Presidente do Conselho Deliberativo.
Moura é advogado e bancário, mas sua carreira definitiva como político começou em 1982, quando foi eleito deputado federal a partir de sua filiação com o PDS (Partido Democrático Social). Com o Ato Institucional nº 2, durante a Ditadura Militar Brasileira, o fim do bipartidarismo fez com que José Moura apoiasse e fizesse parte da Arena (Aliança Renovadora Nacional), a favor do militarismo. Durante esse seu mandato no partido, tornou-se titular da Comissão de Economia, Indústria e Comércio, titular da Comissão Nacional Interparlamentar da Constituinte, suplente da Comissão do Interior, suplente da Subcomissão de Informática e, por fim, presidente da Comissão de Esporte e Turismo.
José Moura ausentou-se na votação da emenda Dante de Oliveira,  no dia 25 de abril de 1984 - proposta que tinha como principal objetivo reintegrar as eleições diretas para a presidência da República no Brasil. No entanto, como a emenda foi rejeitada, José Moura acabou votando em seu candidato oposicionista Tancredo Neves - que acabou sendo eleito presidente da República pela Aliança Democrática, ligada ao Partido do Movimento Democrático Brasileiro (PMDB), então oposto ao PDS de Moura. Embora eleito, o candidato Tancredo Neves não chegou a exercer o poder de presidência, pois faleceu em 21 de abril de 1985 por motivos de uma saúde precária. Ele foi substituído pelo seu vice José Sarney, que até então tinha tomado mais frente nas decisões do governo do que de fato havia feito Tancredo antes de falecer.
Em 1985, José Moura se filiou ao Partido da Frente Liberal (PFL), criado nesse mesmo ano como uma reestruturação do movimento Frente Liberal. Ainda em 1985, viajou para a Espanha como representante da Comissão de Esporte e Turismo da Câmara dos Deputados, para visitar a Feira Internacional de Turismo em Madrid.
Em 1986, Moura foi eleito deputado federal constituinte, ainda filiado ao PFL. Foi empossado em 1987, mesmo ano do início das atividades da Assembleia Nacional Constituinte, nas quais participou em diversas comissões como titular e suplente, tais como: titular da Subcomissão de Cultura e Esportes, da Comissão da Família, da Educação, Cultura e Esportes, da Ciência e Tecnologia e da Comunicação; suplente da Subcomissão de Princípios Gerais, da Intervenção do Estado, do Regime da Propriedade do Subsolo e da Atividade Econômica e, por fim, da Comissão da Ordem Econômica.
O político José Moura ocupou por muitos anos o cargo de suplente. No decurso do mês de janeiro de 1995, assumiu o posto de Gustavo Krause como deputado (PFL-PE), pois este havia renunciado para tornar-se ministro do Meio Ambiente durante o governo do presidente Fernando Henrique Cardoso (1995-1999). Deixou a Câmara no fim desse pequeno mandato para ser assessor especial do Ministério do Meio Ambiente até 1998 - ano do término da gestão de Krause.

## Votações na Constituinte
Tavares, durante os trabalhos da Constituinte, votou favoravelmente ao presidencialismo e ao tempo de cinco anos para o mandato como presidente de José Sarney, além de manifestar-se a favor de muitas outras questões propostas na época, como:
- O rompimento de relações diplomáticas com países mantenedores de políticas de discriminação racial;[1]
- O mandado de segurança coletivo;[1]
- A proteção ao emprego contra a demissão sem justa causa;[1]
- O aviso prévio proporcional da pluralidade sindical;[1]
- O voto aos 16 anos;[1]
- O limite de 12% ao ano para juros reais.[1]

Posicionou-se contra questões:
- Da pena de morte;[1]
- Da limitação do direito de propriedade privada;[1]
- Da remuneração 50% superior para o trabalho extra;[1]
- Da jornada semanal de 40 horas;[1]
- Do turno ininterrupto de 6 horas;[1]
- Da unicidade sindical;[1]
- Da soberania popular;[1]
- Da nacionalização do subsolo;[1]
- Da estatização do sistema financeiro;[1]
- Da limitação dos encargos da dívida externa;[1]
- Da anistia aos micros e pequenos empresários;[1]
- Da legalização do jogo do bicho;[1]
- Da desapropriação da propriedade produtiva.[1]

E privou-se também diante de outras:
- Sobre o aborto;[1]
- Sobre a proibição do comércio de sangue;[1]
- Sobre a criação de um fundo de apoio à reforma agrária.[1]